# Diploplecta proxima
Diploplecta proxima är en spindelart som beskrevs av Alfred Frank Millidge 1988. Diploplecta proxima ingår i släktet Diploplecta och familjen täckvävarspindlar. Inga underarter finns listade i Catalogue of Life.